# Zarat
Zarat (arabisch الزارات, DMG az-Zārāt) ist eine tunesische Stadt im Gouvernement Gabès mit 5.205 Einwohnern (Stand: 2004).

## Geographie
Nordwestlich von Zarat befindet sich die Stadt Gabès. Die Stadt liegt etwa zwei Kilometer südwestlich der Küste des Golfs von Gabes im östlichen Tunesien.